# Microsoft Extended
Microsoft Extended (MSX) - klasa komputerów opracowanych pod koniec lat 70. jako próba ustanowienia standardu dla komputerów domowych; podstawowa maszyna MSX zawierała procesor Z80 pracujący z szybkością zegara 3,58 MHz.
Standard MSX został opracowany przez firmę ASCII, we współpracy z Microsoftem, który dostarczył dla maszyny firmware'owy BASIC - była to rozszerzona wersja Microsoft Basic, nazywana MicroSoft eXtended BASIC, z czego wzięła się nazwa. Microsoft produkował również okrojony system operacyjny MSX-DOS.
Maszyny MSX produkowały takie firmy, jak Sony, Yamaha, Panasonic, Toshiba, Daewoo i Philips.